# Olivier de Montalent
Olivier de Montalent, né le 15 septembre 1890 à Roncherolles-en-Bray et mort le 24 août 1913 à Rouen, est un aviateur français.

## Biographie
Olivier de Montalent est le fils du compositeur Raoul de Montalent (1856-1939). Il obtient son brevet de pilote le 24 mai 1911. En juillet 1911, il fait une chute de 300 m à Lens et s'en sort indemne. Il participe au « Tour d'Angleterre et d'Écosse » en juillet-août 1911 remporté par André Beaumont. Le 9 août 1911 à l'aérodrome de Brooklands, sur un biplan Breguet, il obtient le record du monde avec passager à 2 250 mètres. En septembre 1911, il assure un service de poste aérienne depuis Londres. De retour au champ d'aviation de la Brayelle, les frères Breguet le nomment chef pilote. Il forme Buller, le marquis de Malaspina, le comte Della Chiesa, Quaglia, Vece, Descamps.
Fin 1912, il est sur la côte d'Azur à Villefranche-sur-Mer à bord du croiseur la Foudre où il fait avec succès des essais d'embarquement et de débarquement d'hydravion.
Il trouve la mort le 24 août 1913 avec son mécanicien Julien Métivier à Rouen dans la course Paris-Deauville sur un hydravion biplan Breguet U1. Parti du Pecq, leur avion est soudainement pris par une bourrasque et fait une chute de 250 mètres. Les deux hommes sont éjectés de l'appareil. Le corps de Montalent s’écrase sur une péniche près de l'île Lacroix, alors que celui de Métivier s’écrase sur le quai du Pré-aux-Loups, à quelques mètres du bateau.
Les obsèques des deux hommes ont lieu à l'église Saint-Godard de Rouen, Olivier de Montalent est inhumé au cimetière monumental de Rouen tandis que Julien Métivier est inhumé au cimetière parisien de Pantin.

## Hommages
Une rose, créée par Rémi Tanne en 1913, porte le nom Souvenir de l'aviateur Olivier de Montalent.
En 1928, Forges-les-Eaux donne son nom à l'avenue Olivier-de-Montalent.
Un monument à la mémoire de Olivier et Raoul de Montalent, dû à Philéas-Hector Carillon, a été édifié à Forges-les-Eaux.